# Pramocaína
A pramocaína, também conhecida como pramoxina, é um medicamento usado para melhorar a dor e o prurido, como ocorre em hemorroidas ou picadas de insetos. É aplicado na pele. Existem versões que vêm misturadas com corticosteroides.
Os efeitos secundários comuns incluem queimaduras no local da aplicação. Outros efeitos secundários podem incluir reações alérgicas, embora geralmente seja seguro mesmo se alguém tiver reações a outros anestésicos locais. Funciona ao estabilizar a membrana celular dos neurónios.